# 야스다 강당

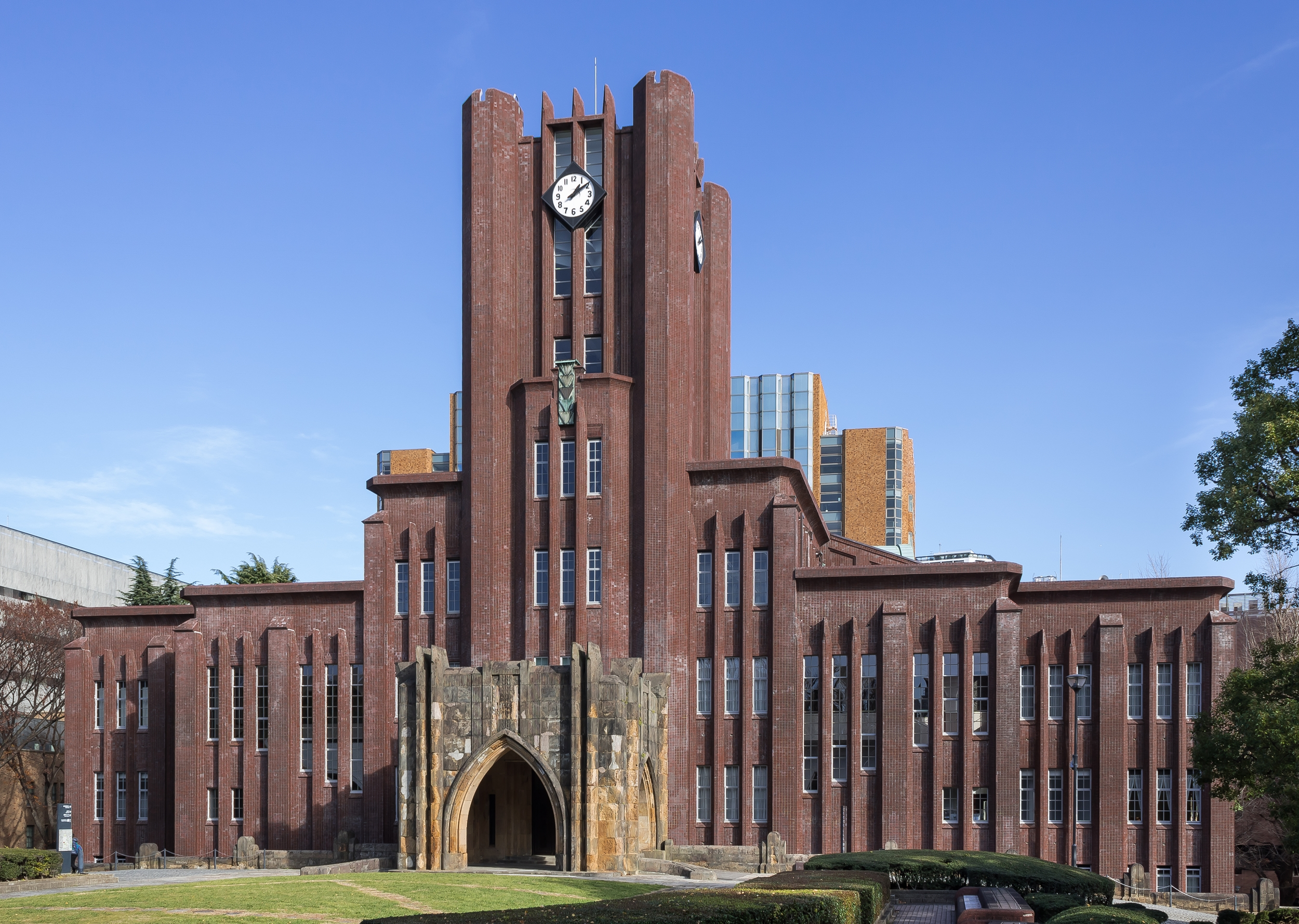
야스다 강당

야스다 강당(일본어: 安田講堂 야스다코도[*])은 도쿄대학본향지구 캠퍼스에 있는 강당이다. 정식 명칭은 도쿄대학대강당(東京大学大講堂)이지만, 도쿄대 학내에서는 '야스다 강당'으로 불리고 있다. 7,000평방미터의 면적에 수용인수는 1,114석(3층 728석, 4층 416석).
야스다 재벌의 창시자 야스다 젠지로의 익명을 조건으로 하는 기부에 따라 건설되었으나, 젠지로의 사후 기부가 행해졌음이 알려짐에 따라 젠지로를 기리고자 하는 뜻에서 일반에서는 야스다 강당으로 불리게 되었다. 도쿄대학건설학과의 건축가 우치다 요시카즈(이후 총장)이 기본설계를 행하였고, 제자 기시다 히데토가 담당케 되었다. 의장 및 구조에 관해서는 이토 주타, 사노 도시카타에 협의원을 위촉하여 건축설계의 대강을 참획, 협의하였다. 벽면 및 음향에 관해서는 아네사키 마사하루, 다키 세이치, 반 시즈오 등이 협의원으로서 참가하였다. 설계를 맡아본 우치다는 케임브리지 대학의 문탑에 착상을 얻은 듯하지만, 역동감이 풍부한 디자인은 독창적인 것이었다. 1921년(다이쇼 10년) 기공, 관동대진재에 의해 공사중단을 거쳐 1925년 7월 6일 준공되었다(기공연월을 1922년 12월로 말하는 문헌도 있다).
1968년 도쿄대 분쟁 당시에는 전학공투회의에 의해 점거되어 최종적으로 기동대에 강제 해산당했다(도쿄대 야스다 강당 사건을 참고). 그 후 오랜 시간에 걸쳐 대강당은 황폐한 그대로 폐쇄되었으나(사무실은 순차 '학생부' 등으로 사용되기도 하였다), 후지 은행을 비롯하여 구 야스다 재벌 관계의 기업의 기부가 있었던바 1988년에서 1994년(헤이세이 6년)에는 개수공사가 이루어져 다시금 공용(供用)되게 되었다.
1990년 대개수를 거쳐 신고학생단체 등에게 연주회 등으로 사용 가능케 되었다.
1991년부터는 졸업식, 학위기수여식이 다시금 야스다 강당에서 이뤄지게 되었으나, 수용인원에 관하여 대상자 전원을 전부 수용하는 것이 불가하여 현재는 문계학부, 이계학부에 따라 시간대를 분리하여 개최하고 있다. 또한 부모 등 대하여는 근린시설에서 라이브 중계로 보는 형태를 띠고 있다. 2013년도부터 2014년도에 걸쳐 내진보강을 포함하여 전면개수가 행하여진바 2012년도부터는 아리아케 콜로세움에서 졸업식, 학위기수여식이 이뤄졌으나 개수가 완료되어 2014년도의 학위기수여식 및 졸업식은 야스다 강당에서 이뤄졌다.
1995년 12월 20일 나라에서 등록유형문화재로 등록되었다.

## 같이 보기
- 도쿄 대학
- 도쿄대 투쟁 - 야스다 사건
- 전학공투회의